# Friedrich Dieckmann
Friedrich Dieckmann (Landsberg an der Warthe, entonces parte de Alemania, 25 de mayo de 1937) es un escritor alemán.

## Vida
Hijo del político Johannes Dieckmann, creció en Dresde y en Birkenwerder. Después de asistir a la escuela secundaria en Oranienburg, aprobó el examen de bachillerato y a partir de 1955 estudió germanística, filosofía y física en la Universidad de Leipzig. Vivió desde 1963 en Berlín Este como escritor independiente. Desde 1972 hasta 1976 fue dramaturgo del Berliner Ensemble.
Miembro desde 1970 de la Deutscher Schriftstellerverband y desde 1972 del club PEN de la República Democrática Alemana (posteriormente del club PEN de Alemania). Tras la reunificación alemana, desde 1992 es miembro de la Freie Akademie der Künste zu Leipzig y desde 1995 de la Academia Alemana de la Lengua y la Poesía. En 1996 fue cofundador de la Sächsische Akademie der Künste y desde 1997 de la Academia de las Artes de Berlín.
Es autor de ensayos, crítica, relatos y piezas para radio.

## Premios y reconocimientos
- Premio Heinrich Mann (1983)[3]
- Orden del Mérito de la República Federal de Alemania Clase 1 (1993)
- Premio Johann Heinrich Merck (2001)
- Doctor honoris causa por la Universidad Humboldt de Berlín (2004)
- Verdienstorden des Freistaates Sachsen (2007)

## Obras
- Karl von Appens Bühnenbilder am Berliner Ensemble (1971)
- Streifzüge (1977)
- Theaterbilder (1979)
- Orpheus, eingeweiht (1983)
- Richard Wagner in Venedig (1983)
- Wagner, Verdi / Geschichte einer Unbeziehung (1989)
- Wassermusik (1989)
- Hilfsmittel wider die alternde Zeit (1990)
- Die Geschichte Don Giovannis (1991)
- Glockenläuten und offene Fragen (1991)
- Vom Einbringen / Vaterländische Beiträge (1992)
- Dresdner Ansichten / Spaziergänge und Erkundungen (1995)
- Temperatursprung / Deutsche Verhältnisse (1995)
- Wege durch Mitte / Stadterfahrungen (1995)
- Franz Schubert / Eine Annäherung (1996)
- Der Irrtum des Verschwindens / Zeit- und Ortsbestimmungen (1996)
- Gespaltene Welt und ein liebendes Paar / Oper als Gleichnis (1999)
- Die Freiheit ein Augenblick / Texte aus vier Jahrzehnten (2002)
- Was ist deutsch? / Eine Nationalerkundung (2003)
- Wer war Brecht? / Erkundungen und Erörterungen (2003)
- Berlin als Werkraum (2005)
- "Diesen Kuß der ganzen Welt!" / Der junge Mann Schiller (2005)
- Bilder aus Bayreuth / Festspielberichte 1977-2006 (2007)
- Geglückte Balance / Auf Goethe blickend (2008)
- Meldungen vom Tage (2009)
- Deutsche Daten oder Der lange Weg zum Frieden (2009)
- Freiheit ist nur in dem Reich der Träume (2009)
- Pöppelmann oder Die Gehäuse der Lust. Ein Streifzug zum 350. Geburtstag von Matthäus Daniel Pöppelmann (2012)
- Das Liebesverbot und die Revolution (2013)